# Бортон, Артур
Сэр Артур Бортон (англ. Arthur Borton; 20 января 1814, Норфолк — 7 сентября 1893, Лондон) — британский полный генерал (1877), губернатор Мальты (1878—1884). 

## Биография

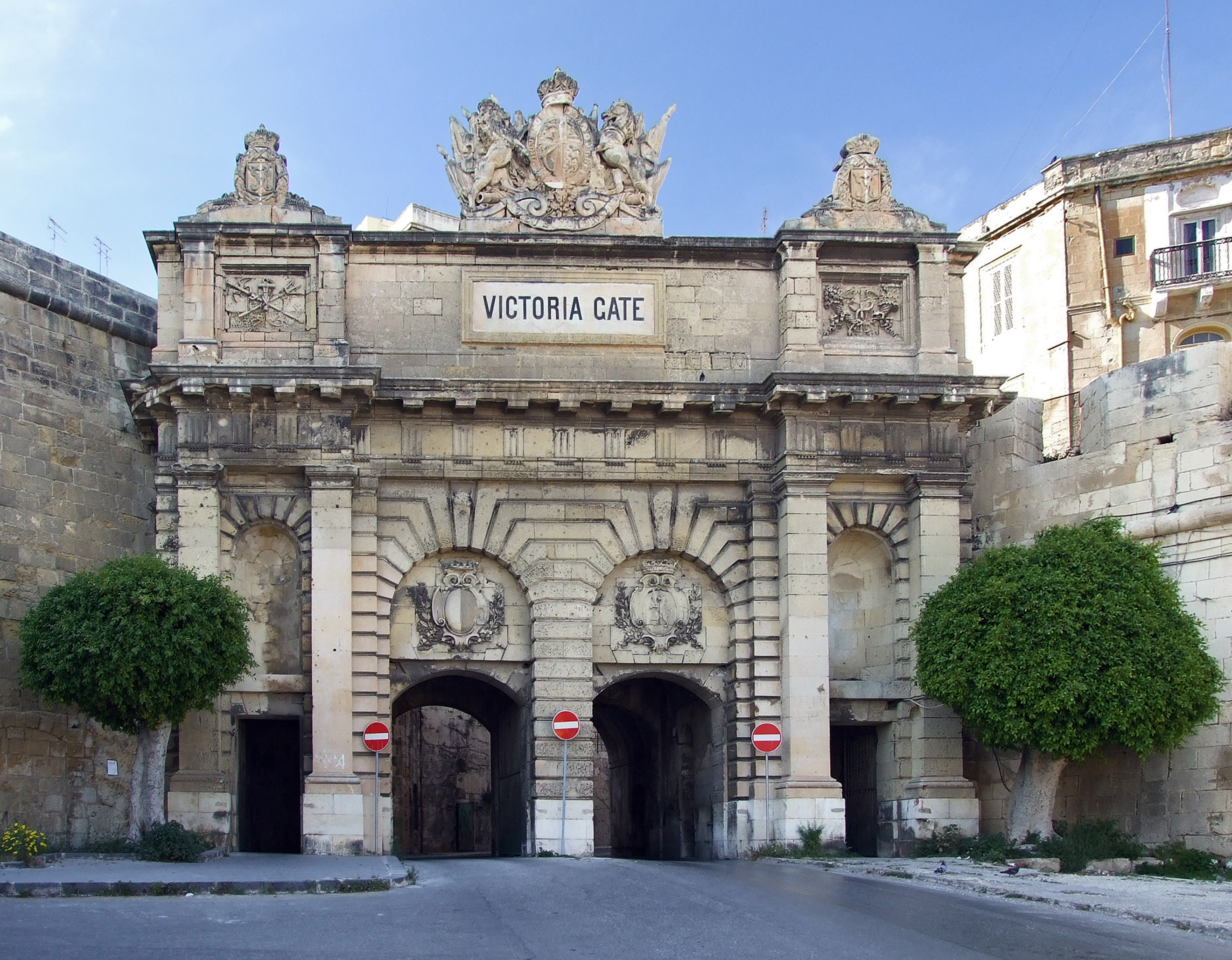
Ворота Виктории в городе Валетта, строительство которых началось при сэре Артуре Бортоне.

Артур Бортон родился 20 января 1814 года в Блофилде, графство Норфолк, в семье англиканского священнослужителя. Его мать Луиза, урождённая Картью, также являлась дочерью священника.
Юный Артур получил образование сперва в Итонском колледже, а затем в Военной академии в Сандхерсте, откуда был выпущен в 1832 году офицером в 9-й (Восточно-Норфолкский) пехотный полк. Отправившись в составе полка в Индию, Бортон принял участие в Первой англо-сикхской войне 1845 года. В ходе Крымской войны Бортон командовал 9-м пехотным полком во время осады русского Севастополя. В 1866 году Бортон возглавил пехотную бригаду, дислоцированную в Исландии, а в 1870 году — Майсурскую дивизию Мадрасской армии (в Индии). В 1877 году был повышен до полного генерала, и в следующем году занял пост губернатора Мальты, на котором находился шесть лет.
На Мальте Бортона помнят, в основном, в связи с возведением монументальных, похожих по своему архитектурному оформлению на триумфальную арку ворот Виктории в старой крепостной стене Валетты. 
В 1884 году вышел в отставку. В 1889—1893 годах являлся почётным шефом «своего» Норфолкского полка. Скончался в 1893 году в своём доме в Лондоне и был похоронен в графстве Кент. 
С 1850 года Бортон был женат на Кэролайн Мэри Джорджине Клоуз, также как и он сам, происходившей из семьи священнослужителя. Оба их сына и один из внуков служили в армии и достигли штаб-офицерских званий, а другой внук (en:Amyas Borton) достиг звания вице-маршала авиации и сыграл ключевую роль в победе британцев в битве при Мегиддо в ходе Первой мировой войны.